# Sal hidrácida
Son compuestos formados por un metal y un no metal, obtenidos al sustituir el hidrógeno de un hidrácido por un metal. El metal con número positivo (+).:)

## Ejemplos
| 1 | HCl                           | +   | Na(OH)                          | --> | NaCl                    | +   | H2O  |
|   | Ácido clorhídrico (Hidrácido) | N/A | Hidróxido de sodio (Hidróxido)  | N/A | Cloruro de Sodio (sal)  | N/A | Agua |
| 2 | 2HCl                          | +   | Ca(OH)2                         | --> | CaCl2                   | +   | 2H2O |
|   | Ácido clorhídrico (Hidrácido) | N/A | Hidróxido de calcio (Hidróxido) | N/A | Cloruro de calcio (sal) | N/A | Agua |

## Nomenclatura
Para nombrar las sales de hidrácido se agrega el sufijo "uro" a la raíz del no metal.
| Compuesto | N. Clásica       | Stock                   |
| --------- | ---------------- | ----------------------- |
| CaF₂      | Fluoruro cálcico | Fluoruro de calcio (II) |
| FeCl₂     | Cloruro ferroso  | Cloruro de hierro (II)  |
| FeCl₃     | Cloruro férrico  | Cloruro de hierro (III) |

| Fórmula                        | Nombre tradicional | Nombre con el Sistema Stock |
| ------------------------------ | ------------------ | --------------------------- |
| HClac + CuOH ---> CuCl + H2O   | Cloruro cuproso    | Cloruro de cobre (I)        |
| 2(HBr)+HgO ---> Hg2(Br)2 + H2O | Bromuro mercúrico  | Bromuro de mercurio (II)    |